# Discografia di Lorella Cuccarini
Questa voce elenca l'intera discografia italiana ed estera di Lorella Cuccarini dal 1985 ad oggi. I dischi di Lorella sono stati pubblicati oltre che in Italia, anche in Germania e Spagna e consistono in 3 album in studio, 3 colonne sonore tratte dai musical di cui è stata protagonista, 7 compilation, e 14 singoli, di cui 11 in vinile, un CD singolo e 3 digitali. Il più alto piazzamento in classifica di Lorella è il singolo Sugar Sugar/La rete d'oro, che arrivò fino alla seconda posizione, mentre quello più venduto è La notte vola con quattrocentomila copie.

## Album

### Album in studio
| Anno | Titolo e dettagli | Classifiche | Certificazioni |
| Anno | Titolo e dettagli | ITA         | Certificazioni |
| ---- | --- | ----------- | -------------- |
| 1986 | Lorel - Pubblicato: 1986 - Etichetta: Polydor - Formato: CD, LP                                                                           | —           |                |
| 1993 | Voci - Pubblicato: 1993 / 23 aprile 2021 (streaming) - Etichetta: RTI Music - Formato: CD, LP, download digitale, audiocassetta           | —           | - ITA: Platino |
| 1995 | Voglia di fare - Pubblicato: 1995 / 30 aprile 2021 (streaming) - Etichetta: RTI Music - Formato: CD, LP, download digitale, audiocassetta | —           |                |

### Raccolte
| Anno | Titolo e dettagli                                                                                           |
| ---- | --- |
| 1988 | Heather e Lorella (con Heather Parisi) - Pubblicato: 1988 - Etichetta: Polydor - Formato: LP, audiocassetta |
| 2002 | Le più belle canzoni - Pubblicato: 2002 - Etichetta: Epic - Formato: CD, audiocassetta                      |
| 2014 | Magic Lorella - Pubblicato: 2014 - Etichetta: Bubble - Formato: download digitale                           |
| 2015 | Tutti i successi - Pubblicato: 2015 - Etichetta: Cinevox - Formato: download digitale                       |
| 2017 | Nemicamatissima - Pubblicato: 31 marzo 2017 - Etichetta: Warner - Formato: CD, download digitale            |

### Colonne sonore
| Anno | Titolo e dettagli |
| ---- | --- |
| 1997 | Grease - Il musical - Pubblicato: 4 marzo 1997 - Etichetta: Triangle Production - Formato: CD, download digitale         |
| 2006 | Sweet Charity - Il musical - Pubblicato: 4 maggio 2006 - Etichetta: Triangle Production - Fotmsto: CD, download digitale |
| 2014 | Rapunzel - Il musical - Pubblicato: 19 dicembre 2014 - Etichetta: Viola - Formato: CD, download digitale                 |

## Singoli

### Come artista principale
| Anno | Titolo                                                     | Classifiche | Certificazioni | Album di provenienza   |
| Anno | Titolo                                                     | ITA         | Certificazioni | Album di provenienza   |
| ---- | ---------------------------------------------------------- | ----------- | -------------- | ---------------------- |
| 1985 | Sugar Sugar/La rete d'oro                                  | 2           |                | Lorel                  |
| 1986 | Kangarù/Accendimi il cuore                                 | —           |                | Lorel                  |
| 1986 | Tutto matto/Sandy                                          | 4           | - ITA: Oro     | Lorel                  |
| 1986 | L'amore è/Chi è di scena (con Alessandra Martines)         | 6           |                | Lorel                  |
| 1987 | Io ballerò/Se ti va di cantare                             | 3           | - ITA: Oro     | /                      |
| 1989 | La notte vola                                              | 4           | - ITA: Platino | /                      |
| 1989 | Magic                                                      | —           |                | /                      |
| 1989 | Per te Armenia/Sono caduti (con Vittorio Gassman)          | —           |                | /                      |
| 1991 | Ascolta il cuore/Cuore mix                                 | —           |                | Voci (edizione fisica) |
| 1991 | Oh signorina/Tarzan (con Marco Columbro e Francesco Salvi) | 17          |                | Se lo sapevo           |
| 1992 | Liberi liberi                                              | —           |                | Voci                   |
| 1995 | Un altro amore no                                          | —           |                | Voglia di fare         |
| 2002 | Uno di noi (feat. Gianni Morandi)                          | 31          |                | /                      |
| 2008 | Un'onda d'amore                                            | —           |                | /                      |
| 2010 | Il mio viaggio                                             | —           |                | /                      |
| 2016 | Tanto tempo ancora (con Heather Parisi)                    | —           |                | Nemicamatissima        |

### Come artista ospite
| Anno | Titolo                                                   | Classifiche | Certificazioni | Album di provenienza   |
| Anno | Titolo                                                   | ITA         | Certificazioni | Album di provenienza   |
| ---- | -------------------------------------------------------- | ----------- | -------------- | ---------------------- |
| 2021 | Un pacco per te (Il Pagante feat. Lorella Cuccarini)     | 81          |                | Devastante             |
| 2022 | Magica Doremì (Cristina D'Avena feat. Lorella Cuccarini) | —           |                | 40 - Il sogno continua |
| 2023 | La notte vola RMX (Olly e Jvli feat. Lorella Cuccarini)  | —           | - ITA: Oro     | Gira, il mondo gira    |
| 2025 | Cha Cha Twist! (Riki feat. Lorella Cuccarini)            | —           |                | Casabase               |

## Altri brani
- 1990 – This is the time, cover del brano di Billy Joel, sigla dello speciale 10.000 Sentieri d'amore
- 1992 – Voci, sigla di Buona domenica, edizione 1992-1993
- 1993 – Tu come me, prima sigla della telenovela Micaela (TV italiana)
- 1993 – Tu como yo, sigla finale della telenovela Micaela (TV spagnola ed argentina)
- 1995 – Voglia di fare, sigla di apertura de La stangata - Chi la fa l'aspetti
- 1995 – Parola a chi, sigla di chiusura de La stangata - Chi la fa l'aspetti
- 1995 – Portami via, duetto con Luca Jurman
- 1995 – Cento, prima sigla di Buona domenica, edizione 1995-1996
- 1995 – X te, seconda sigla di Buona domenica, edizione 1995-1996
- 1998 – Cuccarello, sigla della trasmissione televisiva A tutta festa
- 1999 – Ran can can, sigla della trasmissione televisiva Campioni di ballo
- 2017 – Guarda la realtà, brano della colonna sonora del film My Little Pony - Il film

## Singoli nelle classifiche italiane (parziale)
| Singolo                        | Anno | Pos. max | Pos. annuale |
| ------------------------------ | ---- | -------- | ------------ |
| Sugar Sugar/La rete d'oro      | 1985 | 2        | 49           |
| Tutto matto/Sandy              | 1986 | 4        | 44           |
| L'amore è/Chi è di scena       | 1986 | 6        | 87           |
| Io ballerò/Se ti va di cantare | 1987 | 3        | 28           |
| La notte vola                  | 1988 | 4        | 44           |
| Oh signorina/Tarzan            | 1991 | 17       | —            |
| Uno di noi                     | 2002 | 31       | —            |